# Ulrich Schiegg

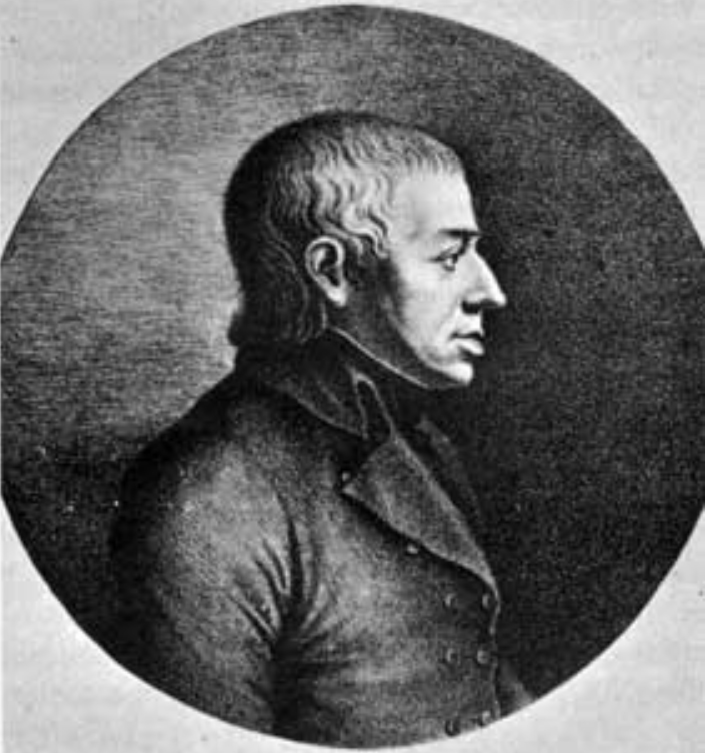
Ulrich Schiegg

Ulrich Schiegg (* 3. Mai 1752 in Gosbach, Kurfürstentum Bayern; † 4. Mai 1810 in München, Königreich Bayern) war ein deutscher Benediktiner, Mathematiker, Astronom und Geodät sowie Generalökonom der Reichsabtei Ottobeuren. 1784 gelang ihm der erste Heißluftballonstart in Deutschland.

## Leben

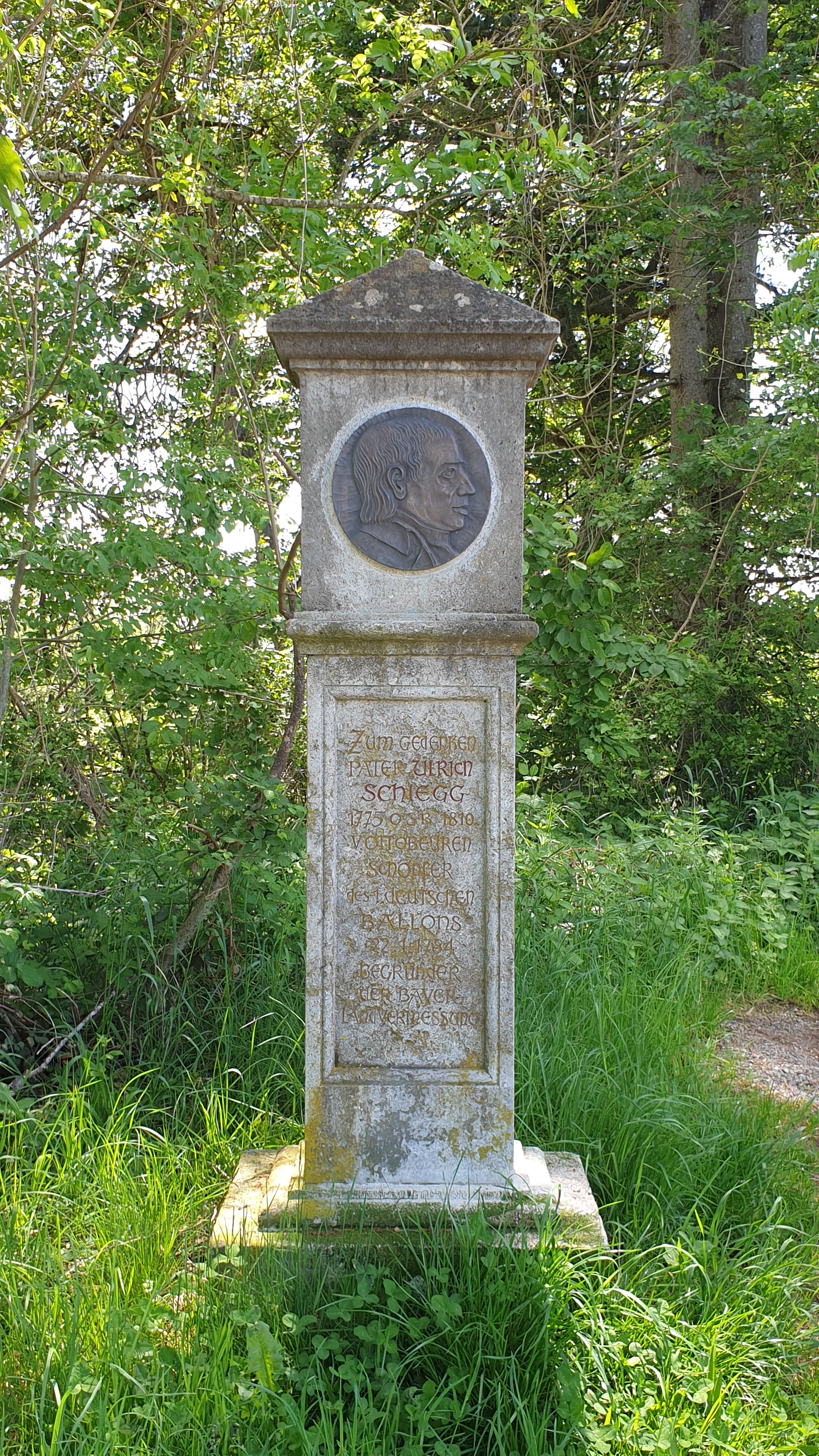
Gedenkstein für Pater Ulrich Schiegg westlich von Ottobeuren

Joseph Schiekh wurde – vermutlich am Tag seiner Geburt – in der Gosbacher St.-Magnus-Pfarrkirche getauft. Seine Eltern waren der Schuster bzw. Kleinbauer Laurentius Schiekh und Maria Anna Hagenmayer aus Mühlhausen im Täle, deren erstgeborener Sohn er war. Nach dem Schulbesuch der benediktinischen Reichsabtei Zwiefalten und später des Lyceums (Collegium Benedictinum Ehinganum) in Ehingen folgte er seiner Berufung und trat im Herbst 1770 in das Benediktinerstift Ottobeuren ein. Dort legte er am 29. September 1771 er die Ordensgelübde ab und nahm zugleich den Ordensvornamen Ulrich an. Anschließend studierte er vier Jahre Theologie an der ordenseigenen Lehranstalt. Nach der Priesterweihe am 23. September 1775 übernahm er eine Stelle als Lehrer an der Klosterschule.
Ab 1784 beschäftigte er sich im Zuge der Vermessung des klösterlichen Grundbesitzes mit Geodäsie und Kartografie. Zugleich experimentierte er unter dem Eindruck der Versuche der Gebrüder Montgolfier mit Heißluftballons. Am  22. Januar 1784 gelang ihm der erste (unbemannte) Ballonstart Deutschlands. Von 1791 bis 1800 lehrte er Mathematik, Astronomie, Physik und Landwirtschaft an der Universität Salzburg. Dort war er in den Jahren 1794–1795, 1796–1797 und 1800–1801 Dekan der Philosophischen Fakultät. Zugleich oblag ihm die Leitung über die Errichtung von Blitzableitern an über 140 Privatgebäuden in der Stadt Salzburg. 1800 nahm er mit seinem Schüler Valentin Stanič an der Expedition zur Erstbesteigung des Großglockners unter der Leitung des Gurker Fürstbischofs Franz II. Xaver von Salm-Reifferscheidt-Krautheim teil. Er war zwar nicht unter den Erstbesteigern, konnte jedoch zusammen mit Stanič einen Tag später den Gipfel erreichen. Dort führte er Höhenmessungen durch. Bei seinen Vermessungen des Untersbergs kombinierte er barometrische Höhenmessung mit trigonometrischen Methoden. 1801 kehrte Schiegg ins Stift Ottobeuren zurück.
Nach der Auflösung des Klosters 1802 ging er als Astronom an den Münchner Hof und errichtete im Nordwestturm des ehemaligen Jesuitenkollegs an der Neuhauser Straße ein kleines Observatorium – die erste Sternwarte Münchens. 1803 wurde er als ordentliches Mitglied in die Kurfürstliche Akademie der Wissenschaften aufgenommen, die in demselben Gebäude untergebracht war.
Das Königliche Topographische Bureau übertrug ihm wichtige astronomische Ortsbestimmungen. Die Zusammenarbeit mit deren französischen Geodäten verlief allerdings nicht immer problemlos und als er berechtigterweise auf Unstimmigkeiten in deren Messungen aufmerksam machte, wurde er auf Betreiben der Franzosen im März 1805 seines Amtes enthoben. Den ihm angebotenen Lehrstuhl für Astronomie und Mathematik an der Universität Würzburg lehnte er ab, weil er einen Auftrag zu weiteren Vermessungsarbeiten in Bayern anstrebte. Stattdessen wurde er überraschend zum Leiter der Landesvermessung in Franken ernannt, das im gleichen Jahr teilweise dem Königreich Bayern eingegliedert wurde. Seine herausragende Leistung dabei war die im Jahr 1807 erfolgte Messung der knapp 13,8 km langen fränkischen Basis zwischen Nürnberg–St. Johannis und Bruck mit Hilfe einer in der Reichenbachschen Werkstatt angefertigten Messvorrichtung.
1807 erlitt er bei einem Unfall mit seiner Pferdekutsche schwere Verletzungen, von denen er sich nicht mehr erholte.
Bis zu seinem Tod 1810 gehörte er der Königlichen Steuervermessungskommission an, die 1808 von König Maximilian I. Joseph gegründet worden war.
Beigesetzt wurde er am Alten Südfriedhof in München. Die Grablege ist nicht mehr bekannt.

## Ehrungen
Nach Ulrich Schiegg sind die Grundschule und eine Straße in Gosbach, eine Straße in Augsburg und ein Filmfestival sowie die Schieggstraße im Münchner Stadtteil Solln benannt.

## Werke
- Nachricht über einen Aerostatischen Versuch, welcher in dem Reichsstifte Ottobeuren vorgenommen worden den 22. Jenner 1784. Ottobeuren 1784 (doi:10.3931/e-rara-15479)
- Positiones ex universa Philosophia, quas sub gratios, auspiciis Rss. perill. ac amplissimi DD. Honorati S.R. Imperii Praelati, liberi imperialis exempti et antiquissimi Monasterii Ottoburani Ord. S. Ben. Abbatis vigilantissimi propugnabunt: Multum Relig. Fratres Honorius Pfeffer, Alexander Ziegler, Felix Martin, Vitalis Hoefelmayr, Sylvanus Hanser ejusdem Ordinis ac Monasterii Professi necnon Vincentius Rotach et Coelestinus Herberger philosophiae Candidati Mensi Aug. 1785, Ottoburae 1785
- Kurze Anleitung zur gründlichen Erlernung der Rechenkunst; der studirenden Jugend gewidmet. Ottobeuren 1790; Anleitung zu Holzersparnissen bei Bräupfannen, Branntweinhäfen und Waschkesseln. Ottobeuren 1791
- Ueber Reibung und Steifigkeit der Seile als Hindernis der Bewegung bey Maschinen nebst Sätzen aus der angewandten Mathematik, Physik, praktischen Philosophie, Moral und Naturrecht. Salzburg 1796
- Physikalische, astronomische und geodätische Messungen, in: Molls Jahrbuch für Berg- und Hüttenkunde 5 (1801), 404–432 und in: Franz Michael Vierthaler's Literaturzeitung 2. Jg., Band 3, Salzburg 1801, 369–396, 401–414
- Über die Vermessung von Bayern. Auszug aus einem Briefe des Professors Schiegg vom 2. Juli 1804
- Breite von Regensburg, hergeleitet aus beobachteten Scheitel-Abständen der Sonne, in: (Franz X. Zachs) Monatliche Correspondenz 11 (1805), 24–36; Astronomische Nachrichten aus Bayern, in: (Franz X. Zachs) Monatliche Correspondenz 12 (1805), 357–366
- Karte des gesamten Territoriums des freien und exemten Reichsstifts Ottobeuren als Beilage, in: Maurus Feyerabend, (Des ehemaligen Reichsstiftes Ottenbeuren Benediktiner Ordens in Schwaben) Sämmtliche Jahrbücher IV, Ottenbeuren 1816